# Белая Грива
Бе́лая Гри́ва — деревня в Смоленской области России, в Глинковском районе. Население — 10 жителей (2007 год). Расположена в центральной части области в 16 км к северо-западу от села Глинка, в 17 км южнее автодороги Р134 «Старая Смоленская дорога» Смоленск — Дорогобуж — Вязьма — Зубцов. В 6 км южнее деревни железнодорожная станция Добромино на линии Смоленск — Сухиничи. Входит в состав Доброминского сельского поселения.

## История
В годы Великой Отечественной войны деревня была оккупирована гитлеровскими войсками в июле 1941 года, освобождена в ходе Ельнинско-Дорогобужской операции в 1943 году.

## Экономика
Фермерское хозяйство «Белая Грива» .